# 1. Fußball-Club Kaiserslautern 2004-2005
Questa voce raccoglie le informazioni riguardanti il 1. Fußball-Club Kaiserslautern nelle competizioni ufficiali della stagione 2004-2005.

## Stagione
Nella stagione 2004-2005 il Kaiserslautern, allenato da Kurt Jara e Hans-Werner Moser, concluse il campionato di Bundesliga al 12º posto. In Coppa di Germania il Kaiserslautern fu eliminato al secondo turno dallo Schalke 04.

## Rosa
| N. |                         | Ruolo | Calciatore          |
| -- | ----------------------- | ----- | ------------------- |
| 1  | Germania (bandiera)     | P     | Tim Wiese           |
| 2  | RD del Congo (bandiera) | D     | Hervé Nzelo-Lembi   |
| 3  | Camerun (bandiera)      | D     | Bill Tchato         |
| 4  | Germania (bandiera)     | D     | Timo Wenzel         |
| 5  | Germania (bandiera)     | D     | Ingo Hertzsch       |
| 6  | Germania (bandiera)     | C     | Christian Nerlinger |
| 7  | Egitto (bandiera)       | D     | Hany Ramzy          |
| 9  | Germania (bandiera)     | A     | Carsten Jancker     |
| 10 | Iran (bandiera)         | C     | Ferydoon Zandi      |
| 11 | Grecia (bandiera)       | A     | Giannīs Amanatidīs  |
| 13 | Svizzera (bandiera)     | C     | Ciriaco Sforza      |
| 14 | Croazia (bandiera)      | C     | Mihael Mikić        |
| 15 | Austria (bandiera)      | P     | Jürgen Macho        |
| 16 | Germania (bandiera)     | D     | Stefan Blank        |

| N. |                      | Ruolo | Calciatore         |
| -- | -------------------- | ----- | ------------------ |
| 17 | Germania (bandiera)  | C     | Jochen Seitz       |
| 18 | Albania (bandiera)   | C     | Jürgen Gjasula     |
| 19 | Turchia (bandiera)   | A     | Halil Altıntop     |
| 20 | Germania (bandiera)  | C     | Marco Engelhardt   |
| 21 | Germania (bandiera)  | P     | Thomas Ernst       |
| 23 | Germania (bandiera)  | C     | Thomas Riedl       |
| 24 | Germania (bandiera)  | D     | Matthias Henn      |
| 24 | Finlandia (bandiera) | C     | Mika Nurmela       |
| 25 | Germania (bandiera)  | C     | Michael Lehmann    |
| 26 | Germania (bandiera)  | C     | Daniel Damm        |
| 27 | Germania (bandiera)  | P     | Florian Fromlowitz |
| 30 | Polonia (bandiera)   | C     | Kamil Kosowski     |
| 32 | Camerun (bandiera)   | D     | Lucien Mettomo     |
| 33 | Germania (bandiera)  | C     | Patrick Wittich    |

## Organigramma societario
Area tecnica
- Allenatore: Hans-Werner Moser
- Allenatore in seconda: Olaf Marschall
- Preparatore dei portieri: Gerald Ehrmann
- Preparatori atletici:

## Calciomercato

### Sessione estiva
| Acquisti | Acquisti            | Acquisti              | Acquisti |
| R.       | Nome                | da                    | Modalità |
| -------- | ------------------- | --------------------- | -------- |
| A        | Giannīs Amanatidīs  | Eintracht Francoforte |          |
| C        | Marco Engelhardt    | Karlsruhe             |          |
| C        | Jürgen Gjasula      | Friburgo              |          |
| D        | Ingo Hertzsch       | Eintracht Francoforte |          |
| A        | Carsten Jancker     | Udinese               |          |
| C        | Mihael Mikić        | Dinamo Zagabria       |          |
| C        | Christian Nerlinger | Rangers               |          |
| C        | Jochen Seitz        | Schalke 04            |          |
| C        | Selim Teber         | Salisburgo            |          |
| C        | Ferydoon Zandi      | Lubecca               |          |

| Cessioni | Cessioni          | Cessioni         | Cessioni |
| R.       | Nome              | da               | Modalità |
| -------- | ----------------- | ---------------- | -------- |
| C        | Nenad Bjelica     | Admira Wacker M. |          |
| A        | Danko Boskovic    | Wehen Wiesbaden  |          |
| D        | Kristjan Glibo    | Jahn Ratisbona   |          |
| C        | Marian Hristov    | Wolfsburg        |          |
| C        | José Dominguez    | Al-Ahli Doha     |          |
| A        | Miroslav Klose    | Werder Brema     |          |
| D        | Aleksander Knavs  | Bochum           |          |
| C        | Lincoln           | Schalke 04       |          |
| D        | Nicolas Loison    | Norimberga II    |          |
| A        | Vratislav Lokvenc | Bochum           |          |
| C        | Torsten Reuter    | Saarbrücken      |          |
| D        | Stijn Vreven      | Vitesse          |          |

### Sessione invernale
| Acquisti | Acquisti     | Acquisti             | Acquisti |
| R.       | Nome         | da                   | Modalità |
| -------- | ------------ | -------------------- | -------- |
| D        | Stefan Blank | Alemannia Aquisgrana |          |

| Cessioni | Cessioni        | Cessioni             | Cessioni |
| R.       | Nome            | da                   | Modalità |
| -------- | --------------- | -------------------- | -------- |
| A        | Christian Timm  | Greuther Fürth       |          |
| C        | Stefan Malz     | Arminia Ludwigshafen |          |
| D        | Thomas Drescher | Wacker Burghausen    |          |

## Risultati

### Bundesliga

#### Girone di andata
| Arbitro: | Weiner |

|                  |           |                                          |
| Zandi 59’ (rig.) | Marcatori | 12’ (rig.) Banović 61’ Vittek 84’ Müller |

| Arbitro: | Sippel |

|                  |           |           |
| Asamoah 25’, 66’ | Marcatori | 18’ Seitz |

| Arbitro: | Wack |

|                       |           |                       |
| Seitz 35’ Jancker 38’ | Marcatori | 31’, 53’, 80’ Kurányi |

| Arbitro: | Stark |

|                  |           |                                     |
| Allbäck 71’, 90’ | Marcatori | 42’ Drescher 44’ Riedl 57’ Altıntop |

| Arbitro: | Kinhöfer |

|                                 |           |           |
| Zandi 17’ (rig.) Engelhardt 55’ | Marcatori | 64’ Wicky |

| Arbitro: | Sippel |

|                          |           |             |
| Petrov 13’ Klimowicz 90’ | Marcatori | 82’ Jancker |

| Arbitro: | Fleischer |

|  |           |                      |
|  | Marcatori | 18’ Kovač 46’ Müller |

| Arbitro: | Kemmling |

|                   |           |  |
| Neuville 54’, 78’ | Marcatori |  |

| Kaiserslautern 23 ottobre 2004, ore 15:30 CEST 9ª giornata | Kaiserslautern | 0 – 0 referto | Bayer Leverkusen | Fritz-Walter-Stadion (34 843 spett.)\| Arbitro: \| Fröhlich \| |
| Arbitro:                                                   | Fröhlich       |               |                  |                                                                |

| Arbitro: | Albrecht |

|                             |           |                |
| Tarnat 33’ Štajner 65’, 86’ | Marcatori | 26’ Amanatidīs |

| Arbitro: | Brych |

|                |           |             |
| Teber 80’, 90’ | Marcatori | 79’ Buckley |

| Arbitro: | Fandel |

|             |           |                 |
| Lokvenc 62’ | Marcatori | 26’ Nzelo-Lembi |

| Arbitro: | Wagner |

|                  |           |  |
| Zandi 71’ (rig.) | Marcatori |  |

| Arbitro: | Weiner |

|                                     |           |          |
| Pizarro 12’ Frings 26’ Guerrero 64’ | Marcatori | 7’ Riedl |

| Arbitro: | Jansen |

|                               |           |  |
| Amanatidīs 44’, 70’ Zandi 87’ | Marcatori |  |

| Arbitro: | Stark |

|                              |           |  |
| Abel 19’ (aut.) Kosowski 59’ | Marcatori |  |

| Arbitro: | Gräfe |

|              |           |             |
| Borowski 59’ | Marcatori | 49’ Jancker |

#### Girone di ritorno
| Arbitro: | Fandel |

|            |           |                                         |
| Müller 67’ | Marcatori | 51’ Nzelo-Lembi 60’ Blank 83’ Grammozīs |

| Arbitro: | Trautmann |

|                                 |           |  |
| Amanatidīs 56’ Blank 74’ (rig.) | Marcatori |  |

| Arbitro: | Wagner |

|             |           |                |
| Kurányi 15’ | Marcatori | 61’ Engelhardt |

| Arbitro: | Wack |

|                    |           |           |
| Seitz 4’ Zandi 51’ | Marcatori | 83’ Prica |

| Arbitro: | Brych |

|                          |           |              |
| Takahara 29’ Moreira 40’ | Marcatori | 52’ Altıntop |

| Kaiserslautern 26 febbraio 2005, ore 15:30 CET 23ª giornata | Kaiserslautern | 0 – 0 referto | Wolfsburg | Fritz-Walter-Stadion (31 033 spett.)\| Arbitro: \| Sippel \| |
| Arbitro:                                                    | Sippel         |               |           |                                                              |

| Arbitro: | Gagelmann |

|             |           |             |
| Madlung 85’ | Marcatori | 50’ Mettomo |

| Arbitro: | Kinhöfer |

|              |           |  |
| Altıntop 45’ | Marcatori |  |

| Arbitro: | Kircher |

|                                 |           |  |
| Callsen-Bracker 12’ Voronin 46’ | Marcatori |  |

| Arbitro: | Fleischer |

|  |           |                  |
|  | Marcatori | 72’, 90’ Kaufman |

| Arbitro: | Weiner |

|  |           |                         |
|  | Marcatori | 6’ Jancker 24’ Altıntop |

| Arbitro: | Meyer |

|                  |           |                          |
| Blank 61’ (rig.) | Marcatori | 39’ Maltritz 75’ Diabang |

| Arbitro: | Gräfe |

|                                       |           |                            |
| Ewerthon 12’ Kehl 28’ Koller 61’, 74’ | Marcatori | 4’ Altıntop 42’ Amanatidīs |

| Arbitro: | Kinhöfer |

|  |           |                                  |
|  | Marcatori | 19’ Ballack 35’, 48’, 67’ Makaay |

| Arbitro: | Sippel |

|                |           |                            |
| Bajramović 73’ | Marcatori | 24’ Blank 40’ (rig.) Zandi |

| Arbitro: | Fandel |

|                                         |           |                                   |
| Abel 29’ Mettomo 47’ (aut.) Noveski 57’ | Marcatori | 35’ Amanatidīs 86’ (aut.) Noveski |

| Arbitro: | Wack |

|              |           |                         |
| Altıntop 45’ | Marcatori | 13’ Borowski 42’ Valdez |

### Coppa di Germania
| Arbitro: | Marks |

|  |           | |
|  | Marcatori | 20’ Nerlinger 41’ (rig.), 44’, 68’ Zandi 46’, 58’, 61’, 71’, 77’, 85’ Jancker 53’ (aut.) Radom 56’, 82’ Teber 74’ Kosowski 88’ Engelhardt |

| Arbitro: | Kemmling |

|                                                 |                      |                                          |
| Teber 59’, 95’ Krstajić 61’ (aut.) Hertzsch 90’ | Marcatori            | 32’, 90’ Sand 78’ Lincoln 116’ Krstajić  |
| Zandi Engelhardt Altıntop Hertzsch Wenzel       | Tiri di rigore 3 – 4 | Böhme K'obiashvili Krstajić Sand Lincoln |

## Statistiche

### Statistiche di squadra
| Competizione      | Punti | In casa | In casa | In casa | In casa | In casa | In casa | In trasferta | In trasferta | In trasferta | In trasferta | In trasferta | In trasferta | Totale | Totale | Totale | Totale | Totale | Totale | DR  |
| Competizione      | Punti | G       | V       | N       | P       | Gf      | Gs      | G            | V            | N            | P            | Gf           | Gs           | G      | V      | N      | P      | Gf     | Gs     | DR  |
| ----------------- | ----- | ------- | ------- | ------- | ------- | ------- | ------- | ------------ | ------------ | ------------ | ------------ | ------------ | ------------ | ------ | ------ | ------ | ------ | ------ | ------ | --- |
| Bundesliga        | 42    | 17      | 8       | 2       | 7       | 20      | 21      | 17           | 4            | 4            | 9            | 23           | 31           | 34     | 12     | 6      | 16     | 43     | 52     | -9  |
| Coppa di Germania | -     | 1       | 0       | 1       | 0       | 4       | 4       | 1            | 1            | 0            | 0            | 15           | 0            | 2      | 1      | 1      | 0      | 19     | 4      | +15 |
| Totale            | 42    | 18      | 8       | 3       | 7       | 24      | 25      | 18           | 5            | 4            | 9            | 38           | 31           | 36     | 13     | 7      | 16     | 62     | 56     | +6  |

### Andamento in campionato
| Giornata  | 1  | 2  | 3  | 4  | 5  | 6  | 7  | 8  | 9  | 10 | 11 | 12 | 13 | 14 | 15 | 16 | 17 | 18 | 19 | 20 | 21 | 22 | 23 | 24 | 25 | 26 | 27 | 28 | 29 | 30 | 31 | 32 | 33 | 34 |
| --------- | -- | -- | -- | -- | -- | -- | -- | -- | -- | -- | -- | -- | -- | -- | -- | -- | -- | -- | -- | -- | -- | -- | -- | -- | -- | -- | -- | -- | -- | -- | -- | -- | -- | -- |
| Luogo     | C  | T  | C  | T  | C  | T  | C  | T  | C  | T  | C  | T  | C  | T  | C  | C  | T  | T  | C  | T  | C  | T  | C  | T  | C  | T  | C  | T  | C  | T  | C  | T  | T  | C  |
| Risultato | P  | P  | P  | V  | V  | P  | P  | P  | N  | P  | V  | N  | V  | P  | V  | V  | N  | V  | V  | N  | V  | P  | N  | N  | V  | P  | P  | V  | P  | P  | P  | V  | P  | P  |
| Posizione | 17 | 17 | 18 | 15 | 11 | 13 | 16 | 17 | 18 | 18 | 16 | 16 | 15 | 15 | 14 | 12 | 13 | 10 | 10 | 10 | 9  | 10 | 9  | 9  | 9  | 9  | 11 | 10 | 10 | 10 | 11 | 10 | 11 | 12 |

Legenda:

Luogo: C = Casa; T = Trasferta. Risultato: V = Vittoria; N = Pareggio; P = Sconfitta.

### Statistiche dei giocatori
| Giocatore      | Bundesliga | Bundesliga | Bundesliga  | Bundesliga | Coppa di Germania | Coppa di Germania | Coppa di Germania | Coppa di Germania | Totale   | Totale | Totale      | Totale     |
| Giocatore      | Presenze   | Reti       | Ammonizioni | Espulsioni | Presenze          | Reti              | Ammonizioni       | Espulsioni        | Presenze | Reti   | Ammonizioni | Espulsioni |
| -------------- | ---------- | ---------- | ----------- | ---------- | ----------------- | ----------------- | ----------------- | ----------------- | -------- | ------ | ----------- | ---------- |
| H. Altıntop    | 30         | 6          | 3           | 0          | 1                 | 0                 | 0                 | 0                 | 31       | 6      | 3           | 0          |
| I. Amanatidīs  | 23         | 6          | 2           | 0          | 0                 | 0                 | 0                 | 0                 | 23       | 6      | 2           | 0          |
| S. Blank       | 14         | 4          | 4           | 0          | 0                 | 0                 | 0                 | 0                 | 14       | 4      | 4           | 0          |
| D. Damm        | 0          | 0          | 0           | 0          | 0                 | 0                 | 0                 | 0                 | 0        | 0      | 0           | 0          |
| T. Drescher    | 7          | 1          | 0           | 0          | 2                 | 0                 | 0                 | 0                 | 9        | 1      | 0           | 0          |
| M. Engelhardt  | 30         | 2          | 8           | 0          | 2                 | 1                 | 1                 | 0                 | 32       | 3      | 9           | 0          |
| T. Ernst       | 21         | 0          | 0           | 0          | 2                 | 0                 | 0                 | 0                 | 23       | 0      | 0           | 0          |
| F. Fromlowitz  | 0          | 0          | 0           | 0          | 0                 | 0                 | 0                 | 0                 | 0        | 0      | 0           | 0          |
| J. Gjasula     | 7          | 0          | 1           | 0          | 0                 | 0                 | 0                 | 0                 | 7        | 0      | 1           | 0          |
| D. Grammozīs   | 13         | 1          | 3           | 2          | 2                 | 0                 | 0                 | 0                 | 15       | 1      | 3           | 2          |
| M. Henn        | 1          | 0          | 0           | 0          | 0                 | 0                 | 0                 | 0                 | 1        | 0      | 0           | 0          |
| I. Hertzsch    | 32         | 0          | 8           | 0          | 2                 | 1                 | 0                 | 0                 | 34       | 1      | 8           | 0          |
| C. Jancker     | 25         | 4          | 3           | 0          | 1                 | 6                 | 0                 | 0                 | 26       | 10     | 3           | 0          |
| K. Kosowski    | 20         | 1          | 0           | 0          | 1                 | 1                 | 0                 | 0                 | 21       | 2      | 0           | 0          |
| M. Lehmann     | 1          | 0          | 0           | 0          | 0                 | 0                 | 0                 | 0                 | 1        | 0      | 0           | 0          |
| J. Macho       | 0          | 0          | 0           | 0          | 0                 | 0                 | 0                 | 0                 | 0        | 0      | 0           | 0          |
| L. Mettomo     | 16         | 1          | 1           | 1          | 0                 | 0                 | 0                 | 0                 | 16       | 1      | 1           | 1          |
| M. Mikić       | 6          | 0          | 0           | 0          | 2                 | 0                 | 0                 | 0                 | 8        | 0      | 0           | 0          |
| C. Nerlinger   | 5          | 0          | 3           | 0          | 2                 | 1                 | 1                 | 0                 | 7        | 1      | 4           | 0          |
| M. Nurmela     | 7          | 0          | 2           | 0          | 1                 | 0                 | 0                 | 0                 | 8        | 0      | 2           | 0          |
| H. Nzelo-Lembi | 33         | 2          | 6           | 0          | 2                 | 0                 | 0                 | 0                 | 35       | 2      | 6           | 0          |
| H. Ramzy       | 0          | 0          | 0           | 0          | 0                 | 0                 | 0                 | 0                 | 0        | 0      | 0           | 0          |
| T. Riedl       | 31         | 2          | 9           | 0          | 2                 | 0                 | 0                 | 0                 | 33       | 2      | 9           | 0          |
| J. Seitz       | 20         | 3          | 3           | 0          | 1                 | 0                 | 0                 | 0                 | 21       | 3      | 3           | 0          |
| C. Sforza      | 17         | 0          | 4           | 0          | 0                 | 0                 | 0                 | 0                 | 17       | 0      | 4           | 0          |
| B. Tchato      | 17         | 0          | 3           | 0          | 0                 | 0                 | 0                 | 0                 | 17       | 0      | 3           | 0          |
| S. Teber       | 22         | 2          | 3           | 0          | 2                 | 4                 | 0                 | 0                 | 24       | 6      | 3           | 0          |
| C. Timm        | 2          | 0          | 0           | 0          | 0                 | 0                 | 0                 | 0                 | 2        | 0      | 0           | 0          |
| T. Wenzel      | 20         | 0          | 4           | 0          | 1                 | 0                 | 0                 | 0                 | 21       | 0      | 4           | 0          |
| T. Wiese       | 14         | 0          | 2           | 0          | 0                 | 0                 | 0                 | 0                 | 14       | 0      | 2           | 0          |
| P. Wittich     | 0          | 0          | 0           | 0          | 0                 | 0                 | 0                 | 0                 | 0        | 0      | 0           | 0          |
| F. Zandi       | 26         | 6          | 6           | 0          | 2                 | 3                 | 0                 | 0                 | 28       | 9      | 6           | 0          |